# Konstantinápoly Budapesten

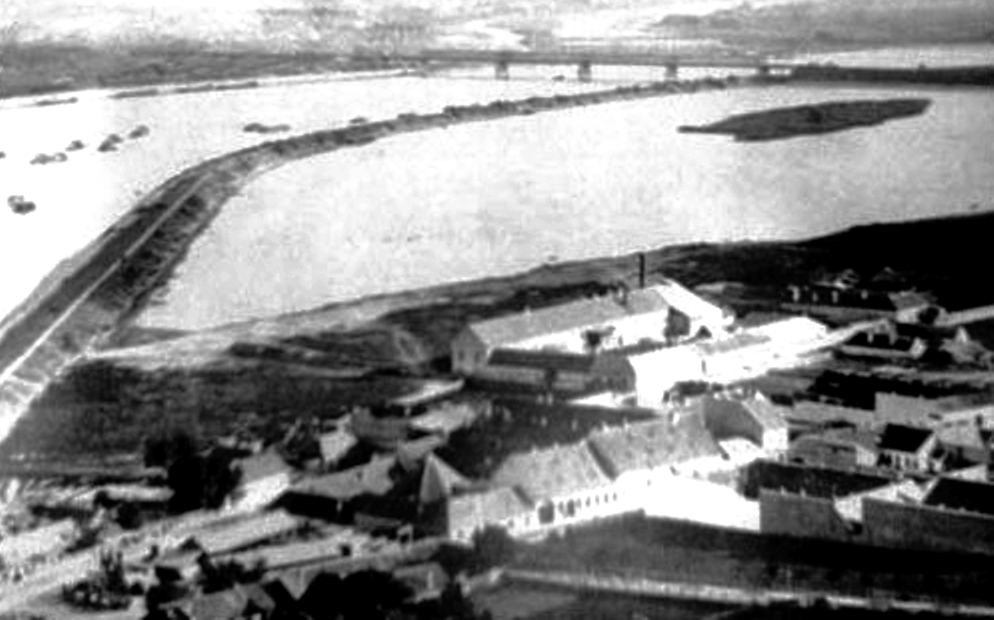
A Lágymányosi tó 1880 körül

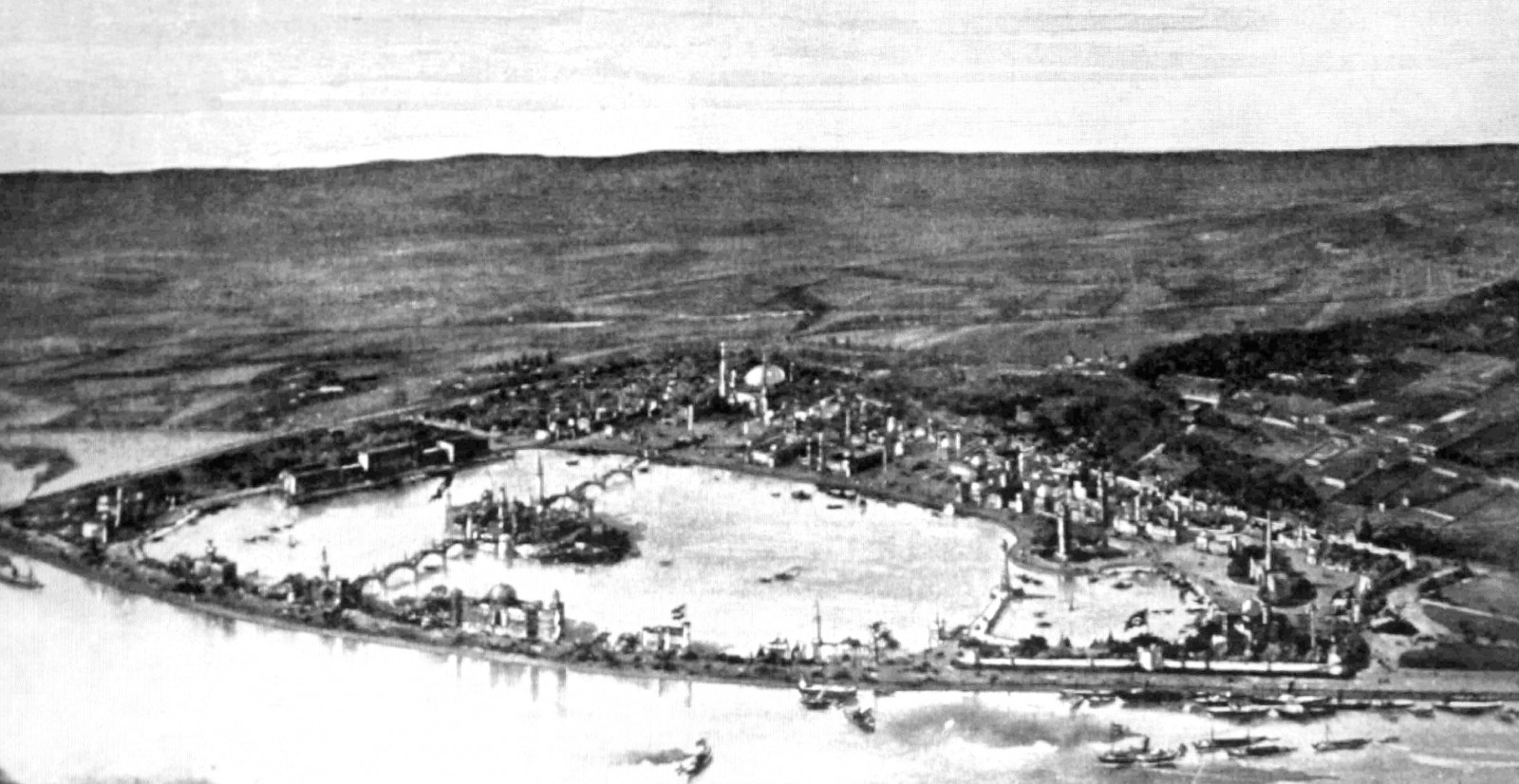
A budai Duna-parton, a Gellért-hegy alatti lapályon, az úgynevezett Lágymányoson, 1896-ban majdnem a vasúti hídig terjedt a Konstantinápolynak nevezett vigalmi negyed területe (1896 körül)

A „Konstantinápoly Budapesten”, „Kis Konstantinápoly Budapesten” vagy Lágymányosi vigalmi negyed egy rövid életű hatalmas szórakoztató komplexum volt Budapesten, a mai Lágymányoson, a Duna jobb partja mentén. Neve onnan ered, hogy a valódi, törökországi Konstantinápolyt (ma: Isztambul) és a török stílust utánozva tervezték épületeit, a keleti kultúrának egy miniatűr városrésze volt. Néhány hónapnyi fennállás után az üzemeltető csődbe ment. Az épületeket később elbontották. (Egyesek szerint a korabeli Európa legnagyobb vigalmi negyede volt.)

## Története
A mai Lágymányosi híd (Rákóczi híd) az 1800-as években még nem létezett, az Összekötő vasúti híd (épült 1877-ben) viszont igen. Ettől északra egy nagyobb öble (1877 után zárt tava) terült el a Dunának, az azóta feltöltött Lágymányosi-tó, a fala pedig a Kopaszi-párhuzammű volt a Duna felé. Itt hajókikötő működött a 19. század folyamán. Az új szórakoztató létesítmény a nagy milleniumi ünnepségsorozat idején épült, finanszírozója az ismert vállalkozó, Somossy Károly volt. A munkálatokat 1896 márciusában kezdték meg. 1896. május 23-án nyílt meg a nagyközönség előtt. Néhány hónap után a látogatók (többek közt a nagy mennyiségű szúnyog miatt) elfordultak a létesítménytől, az csődbe ment, és októberben bezárt. Felmerült néhány megbeszélésen a komplexum esetleges újraindítása, de ez végül nem valósult meg. Az épületeket később – talán 1897-ben – elbontották. (A terület a mai Budafoki út, a Zenta utca, a Duna-part és a vasúti töltés közötti területen helyezkedett el.)
A terület nagy részét a 20. század elején felöltötték, és itt épült fel 1904 és 1909 között a József Műegyetem, a mai Budapesti Műszaki és Gazdaságtudományi Egyetem. Az ettől is északra fekvő tómaradványt a Horthy Miklós híd, mai Petőfi híd építésekor (1933–1937 között) töltötték fel.
Az 1990-es években a terület déli, vasút melletti részére épült fel az Infopark.

## Megálmodója
Somossy (eredetileg Singer) Károly (1828–1902) budapesti vállalkozó volt, aki 1894-ben nyitotta meg a Somossy Orfeum nevű szórakozóhelyét a belvárosban. Az épület a mai Budapesti Operettszínház elődje volt. A milleniumi ünnepségek közeledtével merült fel a Lágymányosi-öböl hasznosítása kapcsán új elképzelése a hatalmas, mesésen keleties szórakozóhely megnyitásáról. Vállalkozásához hatalmas kölcsönöket vett fel, és megalapította a  Konstantinápoly Budapesten Rt.-t. A megnyitást követő fél évvel azonban csődbement, és szegény emberként halt meg 1902-ben.

## Jellemzői
Az épületeket Kellner Lipót és Gerster Kálmán építészek tervezték, a kivitelezést Hauszmann Sándor vállalkozó emberei készítették el, az épületek festését pedig Gerster Károly grafikusra és csapatára bízták. A létesítmény nagyságát mutatja, hogy a tavon és a parton kialakított vigalmi negyedben egyszerre akár 40 000 ember is tudott szórakozni.
Konstantinápoly Budapesten

Az ezredéves kiállítás alkalmából a fővárosban élénken föllendült vállalkozási szellem sok olyan nagyobb szabású mulatóhelyet hozott létre, a milyenek egy igazi nagy városban, hol a város nagysága mellett az idegenek forgalma is igen nagy – mint nálunk is az idén – újabban mindenfelé föltalálhatók. A fővárosnak egyik ilyen új szórakozó helyét, a budapesti «Konstantinápolyt» mutatjuk be ez alkalommal néhány képben. A budai Dunaparton, a Gellérthegy alatti lapályon, az úgynevezett Lágymányoson, majdnem a vasuti hídig terjed Konstantinápoly területe, s ha még nincs is az egész óriási terület beépítve, mostani állapotában is olyan, mely fekvésével, eddigi építményeivel, szórakoztató helyeivel bátran kiállja a versenyt az első rendű hasonló külföldi vállalatokkal. A jövő nyárra remélhetőleg végre lesz hajtva az egész építési tervezet, a mely az új Konstantinápoly határaiúl éjszak felől a Gellérthegyet, illetőleg a vámháztéri hidat, dél felől az összekötő vasúti hidat tűzte ki. A budapesti Konstantinápolynak eddig elkészült részében már is sok a látványosság. Első sorban kell említenünk a Duna-szabályozás alkalmával elzárt egyik Duna-ág képezte szép tavat, mely a Gellérthegy és az összekötő híd között terül s helyenként 540 méter széles. Van e tóban egy füzes és ligetes sziget is. Ez a tó és sziget adta voltaképen a serkentést Konstantinápoly létesítéséhez. Ezen a tavon, mely már is Bosporus-nak van elkeresztelve, egész szélességében egy tíz méternyi szélességű, erős oszlopokon nyugvó fahíd vezet keresztül. A hidat mintegy 30, az oszlopokból magasan kicsúcsosodó toronyszerű faalkotmányokon elhelyezett villamos ívlámpa egészíti ki, a melyek vakító fényt lövelnek az esthomályba, s a hídfőről szemlélve a szintén pazarúl kivilágított telep fényözönével együtt elragadó látványt nyújtanak.…
A Konstantinápoly Budapesten főbb látványosságai a következők voltak:
- Nagy Szultána kávéház
- híd a 30 m magas Galata-toronnyal
- James Pani & Sohns cég törökös rakétakilövő épülete
- Aja Szófia dzsámi pontos díszletmása
- Frascati színháza
- Nagy Zenepavilon
- Nagy Színkör palotája
- Reich-féle nagy teraszú kávéház
- Weber-féle fogadó
- Uher Ödön fényképészeti pavilonja
- dr. Napioliani Candiani velencei üvegfestményeket árusító boltja
- Pietri Manzutto olasz vendéglője
- Rőderer pezsgőpavilonja
- René Gerárd pezsgősátra
- Ment Béla kávéháza
- Sadullah Levy & V. Souhami bazárja
- Lapini testvérek szoborkiállítása
- Cinematograph
- Sztambul (rue de Stamboul) utca, amely pontos leképzése volt Konstantinápoly belvárosának
- minaretek
- jósnők
- kisázsiai népdalénekesek
- eredeti török lányokból álló két hárem
- misztikus török színházak
- vándorkomédiások
- éttermek
- 83 kaik (gondola)
- hadihajók
- színpadi uszályok
- Gallegiante (nagyméretű díszhajó)

## Kiállítás
2019-ben Konstantinápoly Budapesten címmel nyílt kiállítás az Isztambuli Magyar Intézetben:
„A csupán két szezonon keresztül működő mulatónegyed épületeit 1896-ban Gerster Kálmán (1850–1927) tervezte, akinek hagyatékát az intézményünk tervtára őrzi. A tárlat az észak-afrikai, ibériai és mór elemeket ötvöző, a negyedre vonatkozó mintegy 40 tervből 28 darab restaurált és digitalizált tervrajzot (köztük helyszínrajzokat, alaprajzok, metszeteket és homlokzatokat) mutat be másolatban. Emellett az érdeklődők megtekinthetik a Budapest Főváros Levéltára, a Budapesti Műszaki és Gazdaságtudományi Egyetem, az Országos Széchényi Könyvtár, a Fővárosi Szabó Ervin Könyvtár Budapest Gyűjteménye, illetve a Magyar Nemzeti Filmalap Zrt. Filmarchívum budai Konstantinápolyhoz kapcsolódó anyagait is. A kiállítás a magyarországi közgyűjteményekben fellelhető, az épületegyüttesre vonatkozó korabeli hírek, cikkek, anekdoták, hirdetések, plakátok, a negyed megnyitásakor osztogatott emlékérem, térképek, filmek és képek gazdag felvonultatásával jól illusztrálja a 19–20. század fordulójának fokozott érdeklődését a meseszerűnek és egzotikusnak elképzelt „kelet” iránt.”

## Animáció
2018-ban Szremkó Bettina rövid számítógépes animációval emlékezett meg a „Konstantinápoly Budapesten”-ről.

## Egyéb irodalom
- (szerk.) Kovács Máté Gergő: Konstantinápoly Budapesten, TERC Kft., Budapest, 2021, ISBN 9786155445842